# Leslie Barczewski
Leslie Barczewski (ur. 6 lutego 1957 w Milwaukee) – amerykański kolarz torowy, dwukrotny medalista mistrzostw świata.

## Kariera
Pierwszy sukces osiągnął w 1978 roku, kiedy razem z Geraldem Ashem zdobył srebrny medal w wyścigu tandemów. W 1983 roku Leslie Barczewski wystartował na igrzyskach panamerykańskich w Caracas, gdzie zdobył srebrny medal w sprincie indywidualnym, ulegając jedynie swemu rodakowi Nelsonowi Vailsowi. Dwa lata później wspólnie z Vailsem Barczewski wywalczył drugi srebrny medal w wyścigu tandemów na mistrzostwach świata w Bassano. W zawodach tych Amerykanie ulegli jedynie czechosłowackiej parze Vítězslav Vobořil i Roman Řehounek. Ponadto trzykrotnie zdobywał złote medale torowych mistrzostw USA, jednak nigdy nie wystąpił na igrzyskach olimpijskich.